# التفوق (قصة قصيرة)
التفوّق، هي قصة قصيرة للخيال العلمي للكاتب البريطاني آرثر سي كلارك، تمّ نشرها للمرّة الأولى عام 1951م.
تصوّر القصة سباق التسليح خلال حرب بين النجوم بحيث تُظهر انهزام الجانب المتقدّم للتكنولوجيا على الرغم من تفوقه الملحوظ. وجاء انهزامه بسبب استغنائه عن التكنلوجيا القديمة دون ان يتقن التكنولوجيا الحديثة تماما . وفي غضون ذلك، بنى العدو ترسانة للأسلحة كانت أكثر موثوقية على الرغم أنها كانت أكثر بدائية . وفى مرحلة ما كانت القصة تتطلب القراءة لدورة التصميم الصناعي في معهد ماساتشوستس للتكنولوجيا.

## روابط خارجية
- ُالتفوق عنوان مُدرج في قاعدة بيانات الخيال التأملي على الإنترنت